# Ainijärven Lehdot
Ainijärven Lehdot este o arie protejată (arie specială de conservare — SAC, sit de importanță comunitară — SCI) din Finlanda întinsă pe o suprafață de 69 ha, integral pe uscat.

## Localizare
Centrul sitului Ainijärven Lehdot este situat la coordonatele 67°46′00″N 29°26′05″E / 67.7667°N 29.4347°E.

## Înființare
Situl Ainijärven Lehdot a fost declarat sit de importanță comunitară în august 1998 pentru a proteja 1 specie de plante. Situl a fost protejat și ca arie specială de conservare în aprilie 2015.

## Biodiversitate
Situată în ecoregiunea boreală, aria protejată conține 1 habitat natural: Păduri fino-scandinave bogate în ierburi cu Picea abies.
La baza desemnării sitului se află o specie protejată de  plante: ochii-șoricelului (Saxifraga hirculus).
Pe lângă speciile protejate, pe teritoriul sitului au mai fost identificate 1 specie de pești.